# Danae (Artemisia Gentileschi)
Danae è un dipinto attribuito ad Artemisia Gentileschi; eseguito a olio su rame nel 1612 ca, misura 40,5x52,5 cm ed è conservato nel Saint Louis Art Museum, a St. Louis (Missouri).

## Descrizione e stile
Il dipinto che raffigura una sensuale ed impudica Danae è stato oggetto di lunghe vicende attributive, nell'incertezza se debba considerarsi opera di Artemisia o di suo padre Orazio Gentileschi.
Ha militato in favore dell'inserimento del quadro nel catalogo di Orazio il fatto che la figura di Danae rappresenti una copia fedele, in scala ridotta, della Cleopatra appartenente alla collezione Amedeo Morandotti a Milano, già ritenuta opera di Orazio. Oggi però anche l'attribuzione della Cleopatra è controversa, palleggiata tra padre e figlia. Diverse (anche se forse non decisive) ragioni attributive hanno portato numerosi critici a schierarsi a favore della mano di Artemisia, collocandone l'esecuzione a ridosso del 1612, periodo in cui, lavorando nella bottega paterna, il suo stile cerca di rincorrere quello del padre. Del tutto simile – nell'utilizzo dei pigmenti e nella stesura di successive velature di colore - è il modo di rendere vivi e fruscianti le pieghe del lino e del velluto, e di dar luce alla rotondità del corpo ed alle diverse tonalità della pelle.
Il soggetto mitologico del dipinto, con Zeus che si tramuta in pioggia d'oro per coniugarsi con Danae rinchiusa dal padre in una stanza di bronzo, era già stato ampiamente raffigurato nel Cinquecento da artisti come Correggio e Tiziano.
La carica sensuale di Danae assume in Artemisia forti accenti che non sono erotici volti a compiacere le pruderie dei committenti. La impaginazione del quadro mette in primo piano la completa nudità di un corpo dalle esuberanti rotondità e sottolinea la voluttà di uno sguardo che – assieme alla scoperta simbologia delle monete che si vanno raccogliendo nella sua zona pubica – indica l'approssimarsi dell'acme del piacere sessuale.
Nel buio della stanza, dietro il letto in cui Danae consuma il suo simbolico congiungimento con Zeus, è raffigurata l'ancella che si disinteressa completamente a quanto accade alla sua padrona, intenta com'è ad approfittare - è lo stesso atteggiamento che troviamo nel quadro di Tiziano al Kunsthistorisches Museum di Vienna - della pioggia di monete d'oro, raccogliendone quanta più possibile nei lembi rialzati della sua veste.